# Ireen Wüst
Ireen Wüst (født 1. april 1986 i Goirle) er en hollandsk skøjteløber. Hun har deltaget i fire olympiske vinterlege og vundet elleve olympiske medaljer.

## OL-præstationer
Wüst var første gang med til de olympiske lege i 2006 i Torino, og hun stillede som blot 19-årig op i fire discipliner. I sit første løb på 3.000 meter-distancen satte hun med tiden 4.02,43 minutter personlig rekord, og det viste sig, at tiden var nok til sejr og guldmedalje med over et sekund til landsmanden Renate Groenewold på andenpladsen, mens den regerende verdensmester, Cindy Klassen fra Canada blev nummer tre. I 1.000 meter-løbet blev hun nummer fire, mens hun vandt bronze i 1.500 meter-løbet. Endelig var hun med på det hollandske hold i forfølgelsesløbet. Holdet blev uden Wüst på banen nummer fire i kvalifikationsløbet, men blev i kvartfinalen slået af tyskerne. Dermed måtte hollænderne løbe C-finale, denne gang med Wüst som tredje og sidste løber, i matchen mod USA, som hollænderne tabte, hvilket betød, at de blev nummer seks. Med sin guldmedalje blev hun den hidtil yngste hollandske OL-guldvinder i hurtigløb på skøjter, en sport, der ellers har indbragt nationen 35 guldmedaljer i tidens løb.
Ved OL 2010 i Vancouver stillede hun op i de samme fire discipliner. Denne gang blev det til en ottendeplads på 1.000 meter, en syvendeplads på 3.000 meter og igen en sjetteplads i holdforfølgelsesløbet. Til gengæld vandt Wüst guld på 1.500 meter-distancen.
OL 2014 i Sotji blev Wüsts hidtil bedste, idet hun vandt medaljer i samtlige fem discipliner, hun stillede op i. Hun indledte mesterskaberne med at vinde guld i 3.000 meter-løbet og satte banerekord i tiden 4.00,34 minutter. Hun fortsatte derpå med at vinde sølv i de tre individuelle discipliner: 1.000, 1500 meter og 5.000 meter, inden hun vandt sin anden guldmedalje ved legene som sammen med sine landsmænd i holdforfølgelsesløbet. Hun var sidste løber på holdet, der talte nummer et til fire fra 1.500 meter-løbet, og som vandt i sikker stil over henholdsvis USA, Japan og Polen. De fem medaljer gjorde Ireen Wüst til den mest vindende atlet ved disse olympiske lege.
Ved OL 2018 i Pyeongchang stillede Wüst op i fire discipliner og vandt tre medaljer. Hun indledte med at vinde sølv i 3.000 meter-løbet. Herefter vandt hun nummer guld på 1500 meter, blev nummer ni i 1.000, inden hun sluttede deltagelsen på holdet i holdforfølgelsesløbet, der også indbragte en sølvmedalje.
Hendes OL-medaljehøst efter legene i 2018 er på 11 (fem guld, fem sølv og en bronze), hvilket er OL-rekord for en hurtigløber på skøjter.

## Øvrige præstationer
Ireen Wüst har vundet en lang række konkurrencer og mesterskaber siden sit internationale gennembrud som junior i 2003/04. Blandt meritterne kan nævnes: Fem samlede EM-titler, syv samlede VM-titler, otte samlede world cup-sejre samt en grand world cup-sejr.